# Ljungås naturreservat
Ljungås är ett naturreservat i Skogsbygdens socken i Vårgårda kommun i Västergötland. Reservatet förvaltas av Stiftelsen Ljungås och är skyddat sedan 1993. Det är beläget 10 kilometer sydost om Alingsås.
Ljungås är ett 52 hektar stort skogsbondehemman med bevarad månghundraårig brukningsmiljö med hus, inägor och betad skog. 
Gården Ljungås omnämns första gången 1613 som krontorp. Vid storskiftet 1804 skiftades utmarken och de nuvarande gränserna för fastigheten fastställdes.
Ljungås förklarades som kommunalt naturreservat 1992 på grund av ägornas ålderdomliga struktur. Förklaringen till detta är att modernt åker- och skogsbruk aldrig använts på fastigheten. Djurhållningen på gården upphörde på 1960-talet. Nuvarande ägarna har, enligt skötselplanen för naturreservatet, återställt omgivande ängs- och hagmarker, kärrmark och vårdar den 130-åriga skogen genom skogsarbete och plockhuggning.
Fastigheten Ljungås med manbyggnad och övriga byggnader, inägor samt utmark utgör en mycket välbevarad representant för 1800-talets skogshemman.
Boningshuset ligger på en höjd och uppfördes kring år 1800. Det är en timrad långloftstuga i 1 1/2 våning. Ladugården har ersatts med en från Kärnhult, Nårunga. Det finns även en lillstuga.
Åkrarna i reservatet är i stort sett oförändrade sedan 1800-talet. Äng och hage har restaurerats och hålls öppna med slåtter och bete. Ängsfloran finns bitvis kvar och där ses svinrot, slåttergubbe, rödklint och ängsskallra.
Skogen lämnas nu fritt att utvecklas. Den äldsta är 130 år. Delar av skogen är orörda med riklig förekomst av vindfällen, torrakor och högstubbar. Södra delen av området sluttar brant ner mot Störtaredsån. De norra och nordvästra delarna utgörs av en planare långsluttning ner mot sumpskogsområde och mot Kroksjön.

## Gården Ljungås
Gården Ljungås, ett tidigare kronotorp, är byggnadsminne sedan den 29 november 2000. I fastigheten ingår fyra byggnader. Gården omnämns första gången 1613 som krontorp. Vid storskiftet 1804 skiftades utmarken och de nuvarande gränserna för fastigheten fastställdes.
Gården ligger i sluttande terräng, där mangården är placerad går bergknallar i dagen. Mot norr och söder sträcker sig oregelbundet formade inägor. Spår av en äldre byväg syns söder om ladugården där en stensatt terrass byggts upp för att skapa en plan väg över urberget.
Manbyggnaden utgörs av en långloftsstuga, en hustyp som tidigare varit vanligt förekommande i Sjuhäradsbygden och övriga Västergötland. Den är uppförd i 1,5 våning i slutet av 1700-talet eller början av 1800-talet och restaurerad 1993–1995. Lillstugan är från mitten av 1800-talet och restaurerades 1999–2000. Ladugården är från 1871 och flyttades 1994 från Kärnhult i Nårunga socken till samma plats, som en ursprunglig ladugård från 1861, vilken förfallit. Dessutom finns det en jordkällare.

## Galleri

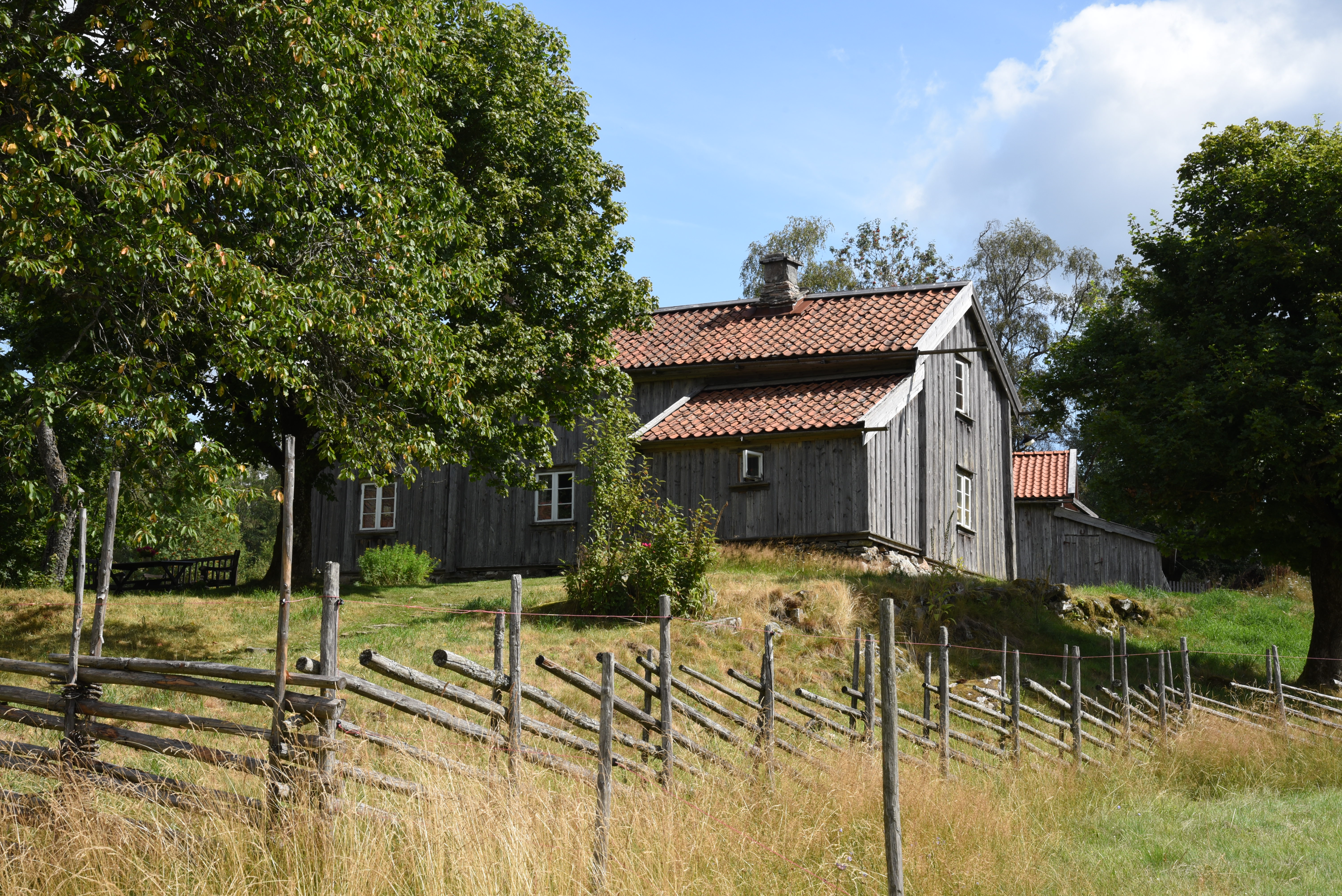
Mangårdsbyggnaden.
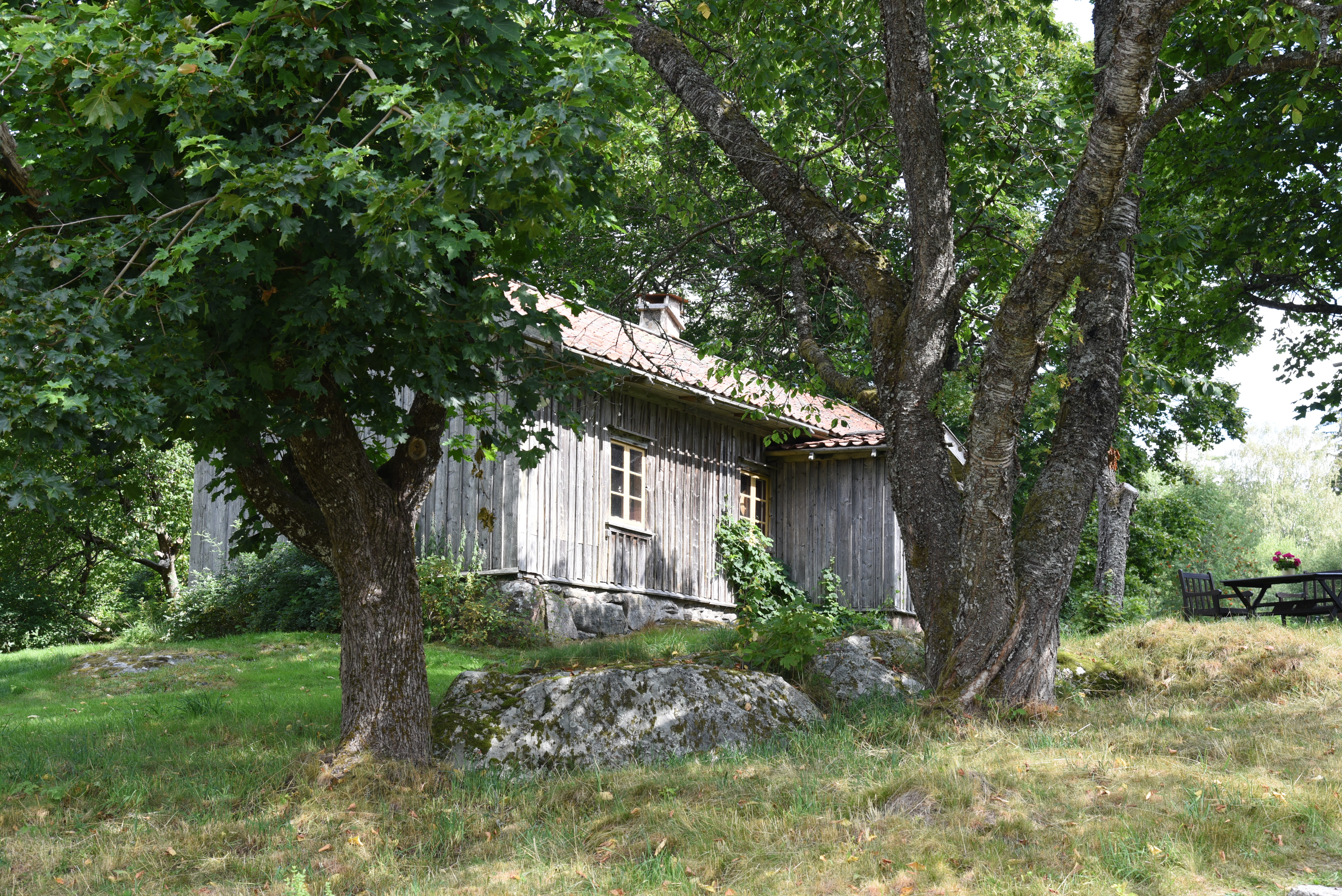
Lillstugan.
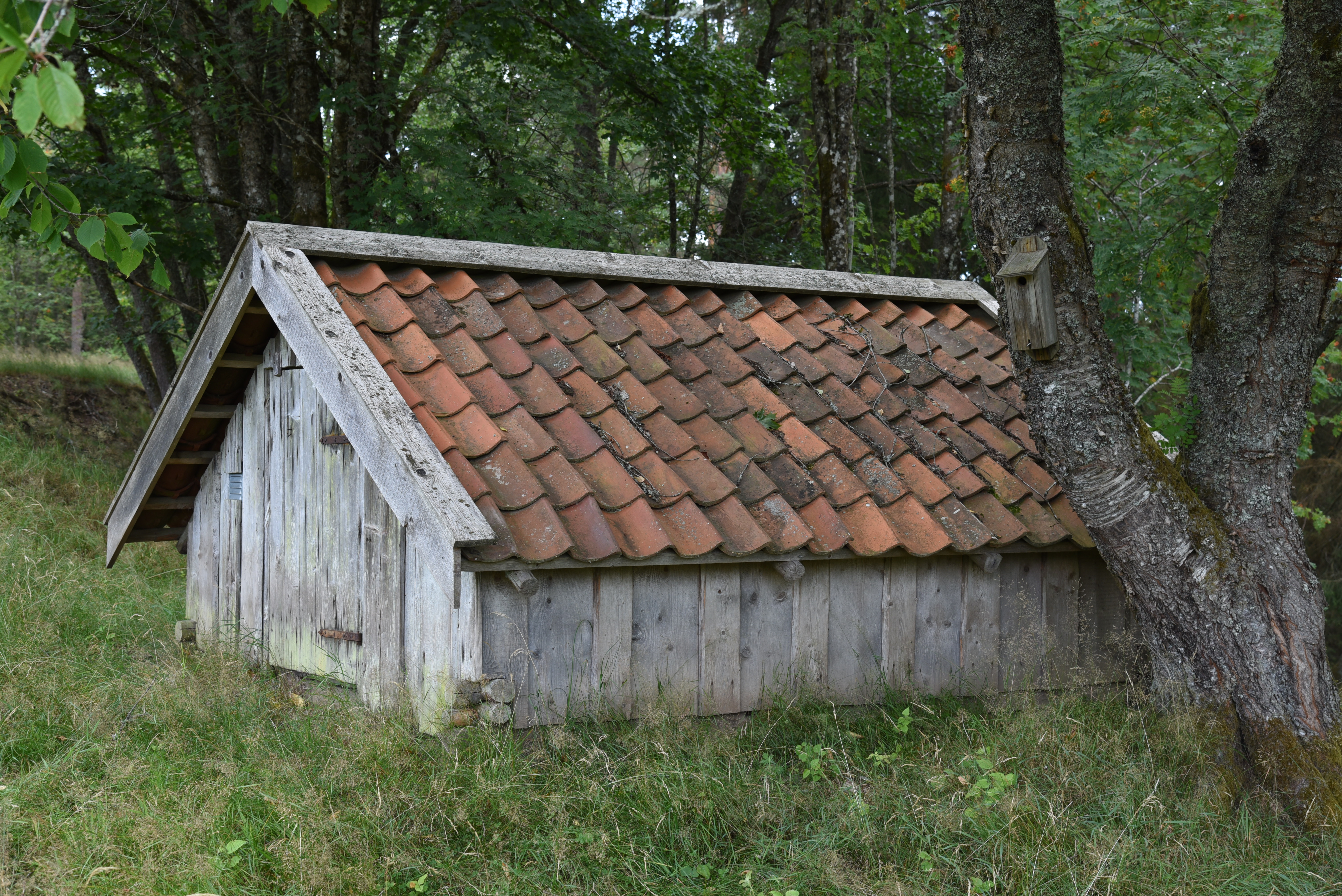
Källaren.
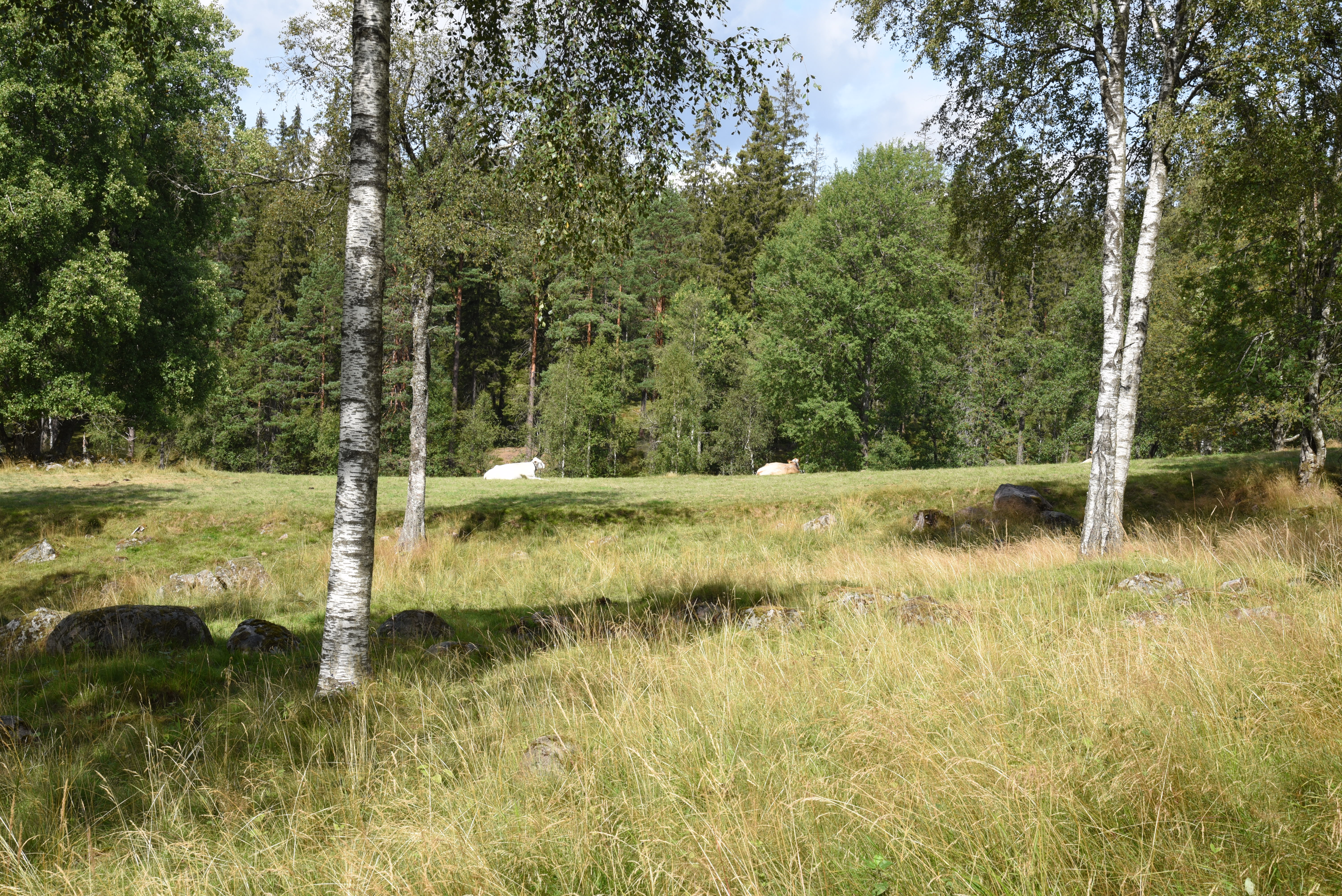
Betesäng.

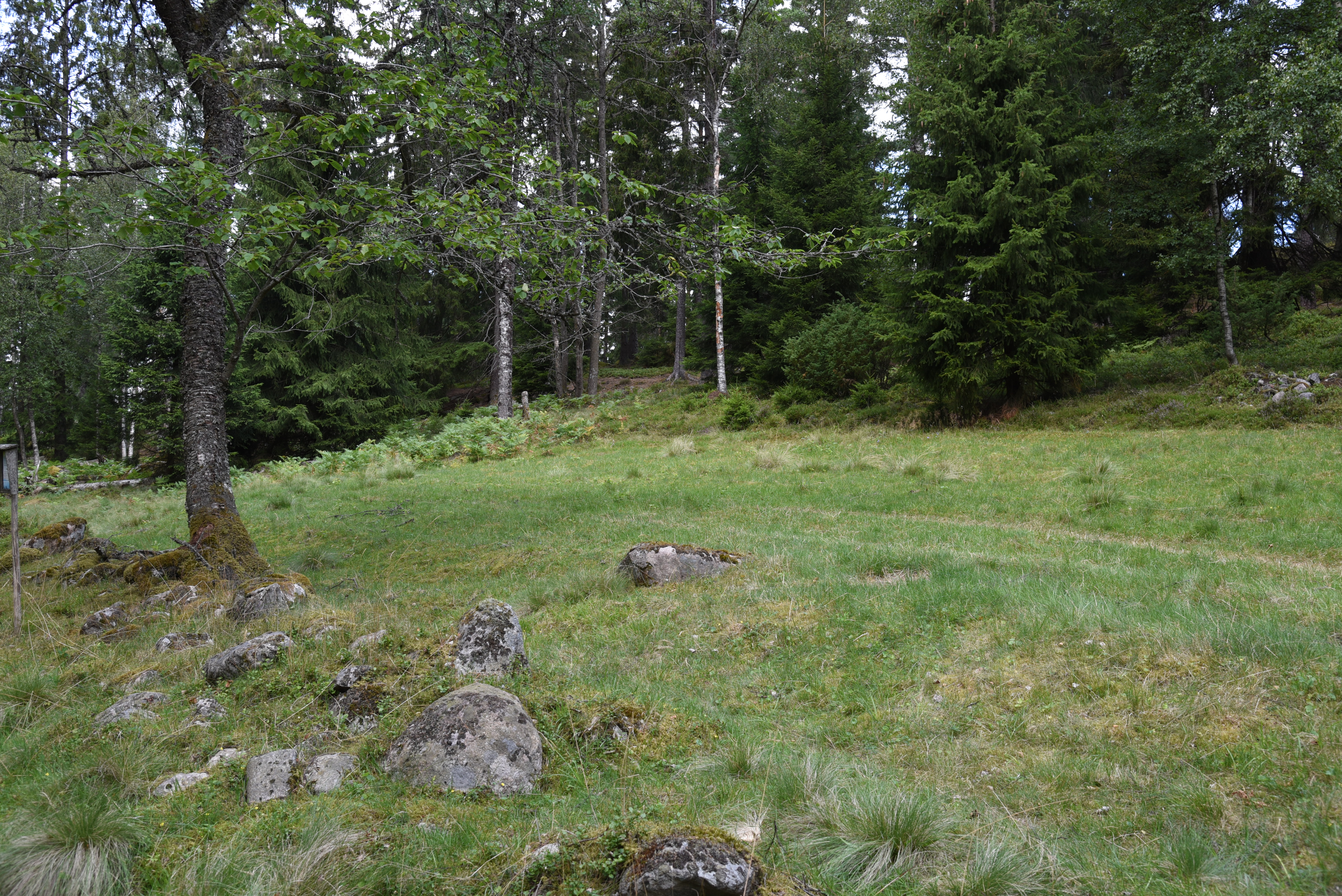
Undantagsåkern.
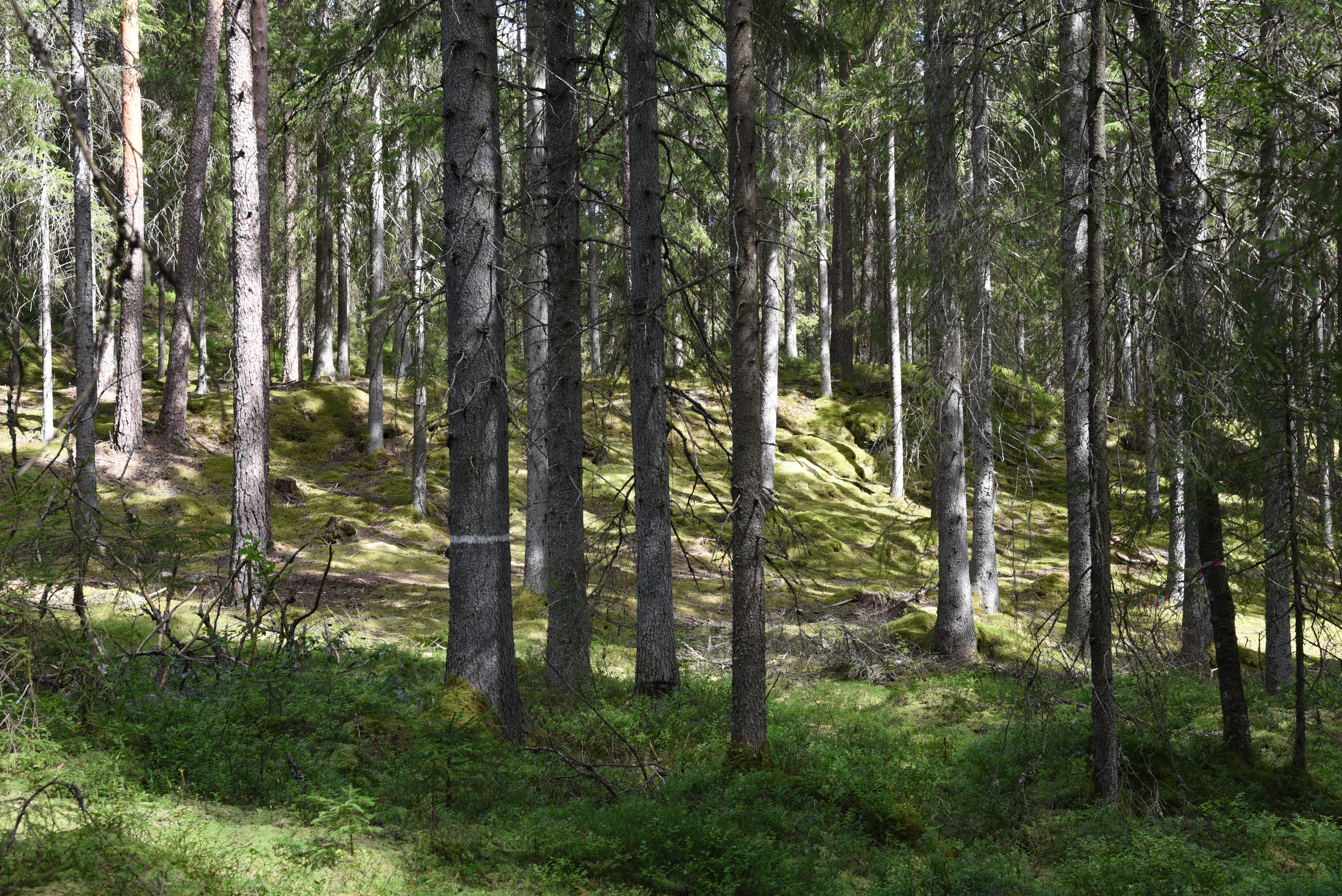
Skogen.
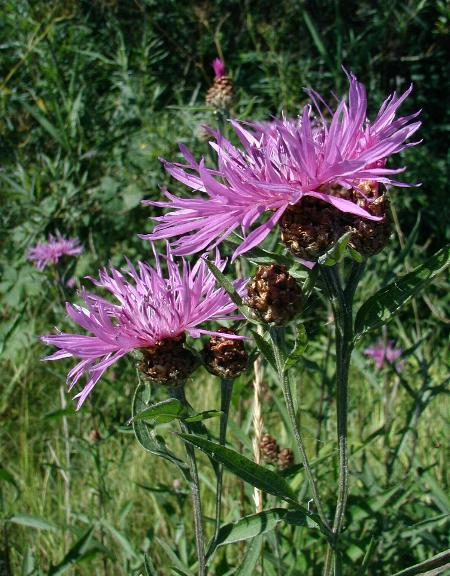
Rödklint